# Port Richey
Port Richey is een plaats (city) in de Amerikaanse staat Florida, en valt bestuurlijk gezien onder Pasco County.

## Demografie
Bij de volkstelling in 2000 werd het aantal inwoners vastgesteld op 3021.
In 2006 is het aantal inwoners door het United States Census Bureau geschat op 3370, een stijging van 349 (11.6%).

## Geografie
Volgens het United States Census Bureau beslaat de plaats een oppervlakte van
7,1 km², waarvan 5,5 km² land en 1,6 km² water. Port Richey ligt op ongeveer 9 m boven zeeniveau.

## Plaatsen in de nabije omgeving
De onderstaande figuur toont nabijgelegen plaatsen in een straal van 8 km rond Port Richey.